# Evolution (2018)
Evolution (2018) foi um evento de luta livre profissional feminino produzido pela WWE. Foi o evento inaugural do Evolution e ocorreu em 28 de outubro de 2018, no Nassau Veterans Memorial Coliseum, em Uniondale, Nova Iorque, com participação de lutadoras das divisões de marca Raw, SmackDown, NXT e NXT UK da promoção. Este foi o primeiro evento em formato pay-per-view e transmissão ao vivo da WWE composto exclusivamente por lutas femininas — e o único até 2025.
O card principal consistiu de sete lutas. Três dos quatro campeonatos femininos da WWE na época foram defendidos no card principal; o quarto foi defendido em uma luta não televisionada antes do show. O evento também contou com a final do torneio Mae Young Classic 2018. No evento principal, Ronda Rousey derrotou Nikki Bella por submissão para reter o Campeonato Feminino do Raw. Na penúltima luta, Becky Lynch derrotou Charlotte Flair em uma luta Last Woman Standing para manter o Campeonato Feminino do SmackDown. Em outras lutas de destaque, Toni Storm derrotou Io Shirai para vencer o Mae Young Classic 2018, e Shayna Baszler derrotou Kairi Sane para se tornar a primeira bicampeã do Campeonato Feminino do NXT.

## Produção
No episódio de 23 de julho do Monday Night Raw, Stephanie McMahon anunciou que a WWE iria ter seu primeiro pay-per-view totalmente feminino chamado Evolution. As integrantes do Hall da Fama da WWE, Lita, Trish Stratus e Beth Phoenix foram anunciadas como participantes do evento.

## Antes do evento
Evolution teve combates de luta profissional de diferentes lutadoras com rivalidades e histórias pré-determinadas, que se desenvolveram no Raw, SmackDown Live, NXT e NXT UK — programas de televisão da WWE. As lutadoras interpretaram uma vilã ou uma mocinha seguindo uma série de eventos para gerar tensão, culminando em várias lutas.
Em 18 de agosto, um combate entre Alexa Bliss e Trish Stratus foi marcado para o Evolution. Então, em 3 de setembro, uma luta entre Lita e Mickie James foi marcada para o evento; as duas últimas se enfrentaram no Survivor Series de 2006, onde James conquistou o Campeonato das Mulheres da WWE de Lita na luta de aposentadoria da última. No episódio de 8 de outubro do Raw, ocorreu um confronto entre as quatro mulheres. Foi revelado então que ao invés de duas lutas individuais, Bliss e James iriam enfrentar Stratus e Lita em uma luta de duplas no Evolution. Em 26 de outubro, porém, Alicia Fox substituiu Bliss devido a uma lesão, mas foi revelado que ela estaria no córner de James e Fox para o combate.
No NXT TakeOver: Brooklyn 4, Kairi Sane derrotou Shayna Baszler para conquistar o Campeonato Feminino do NXT. No episódio de 26 de setembro do NXT, uma revanche entre as duas pelo título foi marcada para o Evolution.
No SummerSlam, Ronda Rousey derrotou Alexa Bliss para conquistar o Campeonato Feminino do Raw. Após sua vitória, The Bella Twins (Nikki e Brie Bella) celebraram com a nova campeã. No Super Show-Down, foi anunciado que uma defesa de título para Rousey estava programada para o Evolution. No mesmo evento, Rousey e The Bella Twins fizeram equipe para derrotar The Riott Squad (Ruby Riott, Liv Morgan e Sarah Logan). No episódio seguinte do Raw, Rousey e The Bella Twins iriam derrotar novamente The Riott Squad em uma revanche. Após esta luta, porém, The Bella Twins atacaram Rousey, se tornando vilãs. Um combate pelo título entre Rousey e Nikki foi então marcado para o Evolution.
No SummerSlam, Charlotte Flair derrotou Becky Lynch e a ex-campeã Carmella em uma luta triple threat para se tornar pela segunda vez campeã feminina do SmackDown após realizar o pin em Lynch. Após o combate, Lynch atacou Flair, se tornando vilã. Lynch então derrotou Flair para conquistar o título no Hell in a Cell. Uma revanche ocorreu no Super Show-Down, onde Flair venceu por desqualificação após Lynch atacá-la com o cinturão, sendo assim com Lynch retendo o título. As duas tiveram uma revanche no episódio seguinte do SmackDown, mas o combate acabou em dupla contagem, resultando em Lynch novamente retendo o título. A gerente geral do SmackDown, Paige, então anunciou que as duas teriam uma nova luta pelo Campeonato Feminino do SmackDown no Evolution, mas com o combate sendo uma luta last woman standing.
No episódio de 15 de outubro do Raw, foi anunciada que uma battle royal por uma luta por um título feminino também aconteceria Evolution, com várias competidoras anunciadas para participar, incluindo lendas e integrantes do Hall da Fama da WWE.

## Resultados
| Nº                                          | Resultados                                                                                      | Estipulações                                                     | Tempo |
| ------------------------------------------- | ----------------------------------------------------------------------------------------------- | ---------------------------------------------------------------- | ----- |
| Dark                                        | Rhea Ripley (c) derrotou Dakota Kai                                                             | Luta individual pelo NXT UK Women's Championship                 | N/A   |
| 1                                           | Trish Stratus e Lita derrotaram Mickie James e Alicia Fox (com Alexa Bliss)                     | Luta de duplas                                                   | 11:05 |
| 2                                           | Nia Jax venceu ao eliminar por último Ember Moon                                                | Women's Battle Royal por uma oportunidade por um título feminino | 16:10 |
| 3                                           | Toni Storm derrotou Io Shirai                                                                   | Luta final do torneio Mae Young Classic 2018                     | 10:20 |
| 4                                           | Sasha Banks, Bayley e Natalya derrotaram The Riott Squad (Ruby Riott, Liv Morgan e Sarah Logan) | Lutas de trios                                                   | 13:10 |
| 5                                           | Shayna Baszler derrotou Kairi Sane (c) por submissão técnica                                    | Luta individual pelo Campeonato Feminino do NXT                  | 12:10 |
| 6                                           | Becky Lynch (c) derrotou Charlotte Flair                                                        | Luta Last Woman Standing pelo Campeonato Feminino do SmackDown   | 28:40 |
| 7                                           | Ronda Rousey (c) derrotou Nikki Bella por submissão                                             | Luta individual pelo Campeonato Feminino do Raw                  | 14:15 |
| (c) – Refere-se aos campeões antes da luta. |                                                                                                 |                                                                  |       |

1. ↑  Ordem de eliminação: Peyton Royce, Billie Kay, Molly Holly, Kelly Kelly, Torrie Wilson, Sonya Deville, Alundra Blayze, Maria Kanellis, Lana, Mandy Rose, Dana Brooke, Michelle McCool, Naomi, Carmella, Ivory, Asuka, Tamina, Zelina Vega e Ember Moon